# Microsoft Entourage
Microsoft Entourage è stato un client di posta elettronica sviluppato da Microsoft per i sistemi operativi macOS. Il software è stato commercializzato a partire dall'ottobre 2000 come parte del pacchetto Microsoft Office 2001 (prima, fino a Microsoft Office 98 Macintosh Edition, era presente Outlook Express) fino a Office per Mac 2008, ultima versione in cui è stato disponibile.
A partire da Office Mac 2011 è stato rimpiazzato da Microsoft Outlook per Mac.